# Magnetum
Magnetum (łac. Dioecesis Magnetensis) – stolica historycznej diecezji w Portugalii, erygowanej w roku 569, a zlikwidowanej w roku 585. Współcześnie miejscowość Meinedo w dystrykcie Porto. Obecnie katolickie biskupstwo tytularne.

## Biskupi tytularni
| Lp. | Biskup                       | Funkcja                              | Od                   | Do                   |
| --- | ---------------------------- | ------------------------------------ | -------------------- | -------------------- |
| 1   | Angelo Frosi                 | biskup-opat Abaetetuba (Brazylia)    | 2 lutego 1970        | 26 maja 1978         |
| 2   | Armido Gasparini             | wikariusz apostolski Awasy (Etiopia) | 15 marca 1979        | 21 października 2004 |
| 3   | António Francisco dos Santos | biskup pomocniczy Bragi (Portugala)  | 21 grudnia 2004      | 21 września 2006     |
| 4   | Léon Kalenga Badikebele      | nuncjusz apostolski                  | 1 marca 2008         | 12 czerwca 2019      |
| 5   | César Garza Miranda          | biskup pomocniczy Monterrey (Meksyk) | 17 października 2020 |                      |